# Майлуу Суу
Майлуу Суу (на киргизки: Майлуу-Суу) е град в западен Киргизстан, в Джалалабадска област. Населението на града през 2009 година е 22 853 души.
Историята на селището започва през 1901 г. когато в района на днешния град започва се добива нефт, който дава името на реката, а по-късно и на града (Майлуу Суу от киригизки се превежда като „Мазна вода“, а Майли Сай – като „Мазна клисура“).